# Wat een geluk

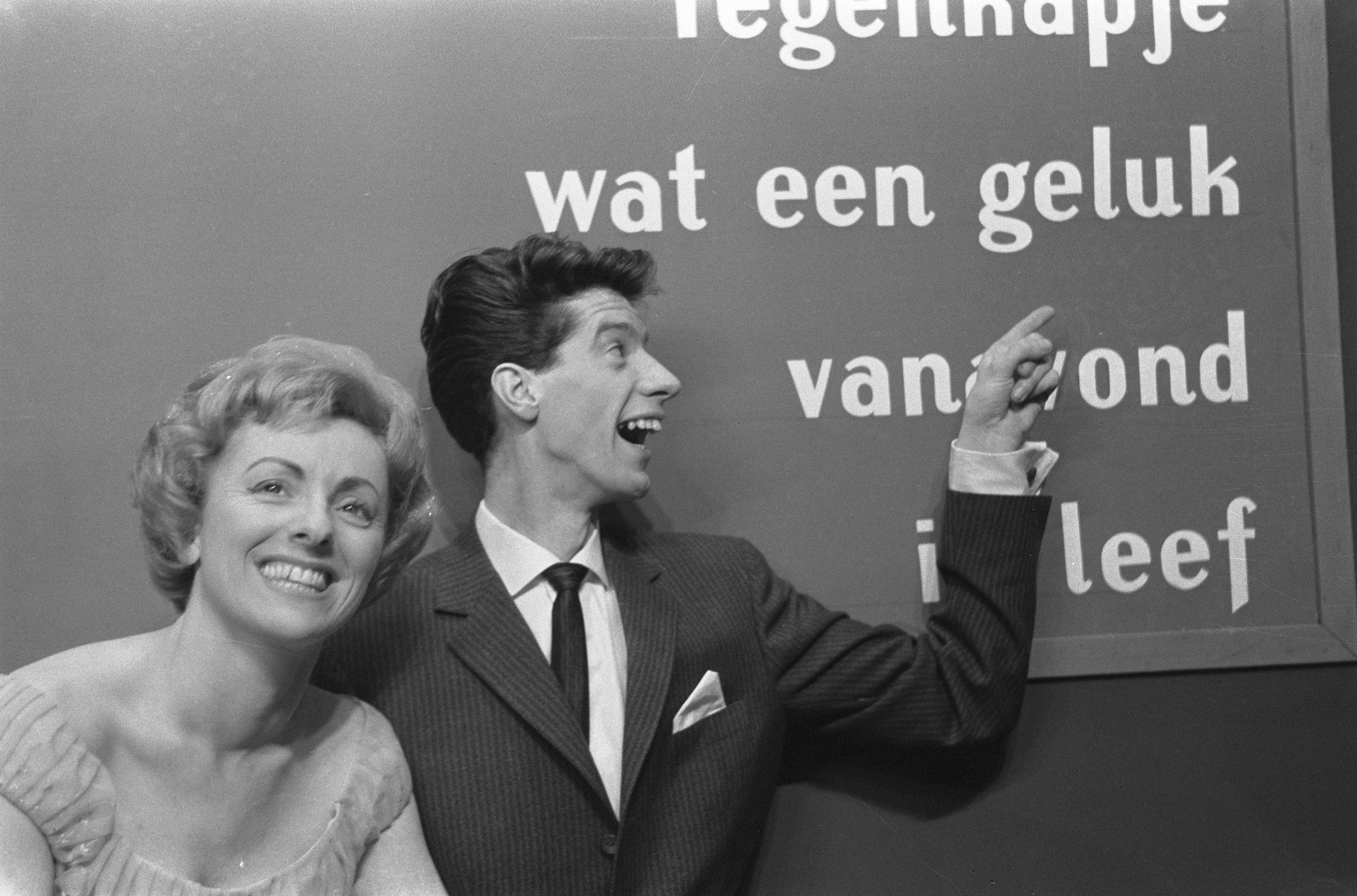
Rudy Carrell i Annie Palmen wskazujący tytuł piosenki podczas koncertu Nationaal Songfestival 1960 w Hilversum

Wat een geluk – utwór holenderskiego wokalisty Rudiego Carrella, napisany przez Dicka Schalliesa i Willy'ego van Hemerta, nagrany i wydany w 1960 roku.
Utwór w 1960 reprezentował Holandię podczas finału 5. Konkursu Piosenki Eurowizji i zajął w nim 12. miejsce
Na stronie B winylowego wydania singla znalazła się piosenka „Panamakanaal”.